# Beta Lacertae
Beta Lacertae (β Lacertae, β Lac) è una stella della costellazione della Lucertola, situata nella parte settentrionale della costellazione, proprio all'apice nord del disegno serpentino di stelle che designa la parte visibile della costellazione.
È anche stella doppia, designata come CHR 108, la cui compagna è separata da soli 0,2 secondi d'arco e angolo di posizione pari a 168°.

## Caratteristiche fisiche
La stella è una gigante gialla di tipo spettrale G8,5 III, con una massa 1,85 volte quella del Sole ed un raggio quasi 11 volte superiore, mentre la sua metallicità è molto inferiore a quella del Sole, con valori stimati che arrivano al massimo a [Fe/H]= -0,33.